# 小倉淳
小倉 淳（おぐら じゅん、1958年3月9日 - ）は、日本の男性フリーアナウンサー。元日本テレビアナウンサー、元RFラジオ日本アナウンサー。江戸川大学客員教授。個人事務所「voice-cube」所属。神奈川県横浜市出身。

## 人物
桐蔭学園高等学校、成城大学法学部法律学科卒業。1981年日本テレビに入社（ニッポン放送の上柳昌彦も小倉と同時期に日本テレビの入社試験を受けたが、上柳は日本テレビの採用試験に落ちている）。
日本テレビではバラエティ番組を中心に担当。一時期はイギリスBBC（英国放送協会）に出向し、国際放送の日本語アナウンサー、プロデューサー、翻訳者として活動。1991年3月30日、47年間放送された日本語短波放送終了日の朝の放送は輪番制により小倉が一人で担当した。1998年4月から2年間はラジオ日本に出向。
2000年4月に日テレに復帰したものの、2002年6月から日本テレビ広報部（現在のPR室）に異動。インターネットホームページ編集長、イベント関連を統括するイベント事務局・副部長を務めた。2006年9月30日に日本テレビを退社し、フリーアナウンサーとなる。2008年4月に江戸川大学メディアコミュニケーション学部マス・コミュニケーション学科准教授に就任。江戸川大学ではマスコミ論、民放放送局概論などの講義を担当。2011年4月に同大学教授に昇格。2013年5月に江戸川大学を退職。日本維新の会参議院東京都選挙区支部長に就任し、第23回参議院議員通常選挙に同選挙区から出馬したものの、7位で落選。2015年4月に江戸川大学メディアコミュニケーション学部マス・コミュニケーション学科客員教授に就任。2018年現在、同大学社会学部経営社会学科客員教授。

## 出演番組
★は出演中

### 日本テレビ時代
- WIN（メインキャスター）
- ルックルックこんにちは（リポーター）
- 峰竜太のホンの昼メシ前（リポーター）
- アメリカ横断ウルトラクイズ（第12回、第13回の海外リポーター、第14回のレイクミシガン二重音声クイズ、第15回のスタジオ司会、第6回のプレゼント告知）
- ビートたけしのお笑いウルトラクイズ（ナレーション<2007年1月1日の復活スペシャルでも担当>）
- ザ・トップテン（「エレクトリックご主人」[2]<11位以降のランクイン曲の紹介等、進行サポート役>、1982年〜1986年）
- 日本テレビ音楽祭（サブ司会、1982年〜1989年）
- 独占!!スポーツ情報（メインキャスター、1983年10月〜1986年3月）
- お昼のワイドショー（サブ司会、1986年〜1987年）
- 鶴ちゃんのプッツン5（1986年10月〜1992年9月）
- ベストカップル歌合戦（ナレーション、1987年4月〜9月）
- 歌のトップテン（「もうすぐトップテン」「アルバムトップテン」ナレーション）
- モーニングサラダ（進行担当）
- 映画楽園 〜シネパラ〜（番組進行）
- MUSICパフェ（司会） など

### ラジオ日本時代
- 小倉淳のモーニング・キックオフ

### フリーランス
- 秋の名曲オールリクエスト（テレビ東京、2006年11月23日、日本テレビの先輩である徳光和夫とともに司会を担当し、4年半ぶりのブラウン管復帰）
- ニッポン放送新春特番・小倉淳の世界の国からおめでとう!（ニッポン放送、2007年1月1日　5:00〜11:20、生放送、メインパーソナリティー、フリーに転身してから初のラジオ出演）
- 森永卓郎と小倉淳の朝はニッポン一番ノリ!（ニッポン放送、2007年2月26日〜3月1日、生放送、垣花正の休暇による代理）
- 小倉淳のサプライズ!（ニッポン放送、2007年9月3日〜9月7日、生放送、うえやなぎまさひこ（上柳昌彦）アナウンサーの休暇による代理）
- 小倉淳のお早うGoodDay!（ニッポン放送、2008年3月3日〜3月7日、7月28日〜8月1日、生放送、上柳昌彦の休暇による代理）
- ニッポン旅×旅ショー (ytv)
- 正義の味方（最終回・NTV）
- オー!マイ・ガール!! （NTV）
- 模倣犯（東宝） - アナウンサー役
- 20世紀少年 第2章 最後の希望（東宝） - パレードのリポーター役
- おもいッきりイイ!!テレビ（日本テレビ、「1億3,000万人のメモリーソング」担当）
- 秘密のケンミンSHOW (ytv) - ナレーション
- 小倉淳の早起きGoodDay!（ニッポン放送、2007年10月1日〜2010年6月24日）
- 上柳昌彦のお早うGoodDay!（ニッポン放送、2007年10月1日〜2010年6月24日、6:26頃の「早起きリビングアンコール」担当）
- 秒ヨミ!（中京テレビ、2009年10月4日〜2010年3月28日） - ナレーション
- ペット波乱万丈　ワンダーにゃんダー （テレビ東京、2010年10月15日）- 津野しのと共にナレーション
- つながるセブン（2010年4月5日 - 2012年3月30日、ジェイコム東京、月曜日〜金曜日 19:00〜19:55） - 司会
- つながるGO!GO!（2012年4月2日 -2013年5月、ジェイコム東京、月曜日〜金曜日 11:55〜12:54） - 司会　※選挙出馬のため降板
- スペシャルドラマ 刑事バレリーノ（日本テレビ、2016年1月9日） - 司会 役
- 出没!アド街ック天国（テレビ東京、2016年4月 - 2018年3月） - ナレーション
- コラボラボ 夢の音楽工房 (WOWOW) - ナレーション
- news every.「特集」コーナー（日本テレビ、2010年4月 - 、不定期） - ナレーション★
- 歌謡リクエスト（テレビ東京、不定期） - ナレーション★
- 小倉・IMALUの○○玉手箱（東海ラジオ・ラジオ大阪他、2018年10月 - ）★
- ワシんとこ・ポスト（BSよしもと、2022年3月21日 - 2023年6月30日）- メインキャスター[3]
- キクテレミルラジ265（BSよしもと、2023年7月3日 - 、『小倉淳の47フォーカス』担当）★